# Armando Carneiro
Armando Rodrigues Carneiro, ou simplesmente Armando Carneiro, (Tocantinópolis, 18 de agosto de 1931 – Belém, 9 de abril de 1992) foi um engenheiro civil e político brasileiro, outrora deputado federal pelo Pará.

## Dados biográficos
Filho de Pedro Carneiro de Morais e Silva e Luísa Rodrigues Carneiro. Engenheiro Civil formado na Universidade Federal do Pará em 1955, iniciou sua vida política no movimento estudantil como presidente da União Acadêmica Paraense, o que o tornou próximo da União Nacional dos Estudantes. Correligionário de Magalhães Barata, elegeu-se deputado estadual via PSD em 1954. Vitorioso na eleição para deputado federal em 1958, perdeu a eleição para vice-governador em 1960 quando concorreu pelo PST numa disputa vencida por Newton Miranda. Renovou o mandato de deputado federal pelo PTB em 1962 e no decorrer da legislatura migrou para a ARENA quando o Ato Institucional Número Dois impôs o bipartidarismo segundo as diretrizes do Regime Militar de 1964.
Reeleito deputado federal em 1966, deu lugar ao pai em 1970 e retornou à iniciativa privada, embora conste em sua biografia uma passagem como presidente do Banco Comercial do Pará. O seu irmão mais novo, Oziel Carneiro, perdeu a eleição para o governo do Pará em 1982 e exerceu o mandato de senador quando Jarbas Passarinho foi ministro da Justiça durante o Governo Collor.